# حمله پهپادی به تأسیسات نظامی در اصفهان
در ساعت ۲۳:۳۰ ۸ بهمن ۱۴۰۱ (۲۸ ژانویهٔ ۲۰۲۳) چند ریز پرنده ناشناس به یک کارخانهٔ مهمات‌سازی در اصفهان حمله کردند و همزمان انفجارهای دیگری نیز در سراسر ایران رخ داد. از جملهٔ این رویدادها می‌توان به آتش‌سوزی در یک پالایشگاه نفت در تبریز و گزارش‌هایی از انفجار و آتش‌سوزی در کرج اشاره کرد.
اسرائیل در این مورد هیچ اظهار نظری نکرده است، اما به عقیدهٔ اکثر سازمان‌های اطلاعاتی غربی و نیز منابع ایرانی، سازمان موساد در حملات موفقیت‌آمیز مشابه علیه تأسیسات هسته‌ای و صنایع دفاعی ایران دخیل بوده است. ایران، علیرغم کم‌اهمیت جلوه دادن حملات، پس از آن تهدیدات خود برای نابودی اسرائیل را تشدید کرد.
دولت‌های روسیه و اوکراین به‌طور علنی به این رویدادها واکنش نشان داده‌اند. روسیه این حمله را محکوم کرد، در حالی که اوکراین گفت که به ایران در مورد تأمین پهپادهای روسیه هشدار داده شده است.

## پیش‌زمینه
در سال ۲۰۲۰ چندین انفجار و آتش‌سوزی در اطراف تأسیسات نظامی، هسته‌ای و صنعتی ایران رخ داد. ایران در سال ۲۰۲۱ اسرائیل را به خرابکاری در سایت اصلی هسته‌ای خود در نطنز متهم کرد و قول داد که انتقام خواهد گرفت. در ژوئیهٔ ۲۰۲۲، ایران اعلام کرد که یک تیم خرابکار متشکل از شبه‌نظامیان کُرد را که برای اسرائیل کار می‌کردند و قصد داشتند یک مرکز حساس صنایع دفاعی در اصفهان را منفجر کنند، دستگیر کرده است.

## انفجارها

### اصفهان
در ۸ بهمن ۱۴۰۱ ساعت ۲۳:۳۰ به وقت محلی یک کارخانه مهمات سازی متعلق به وزارت دفاع ایران در اصفهان مورد حمله سه ریز پرنده ناشناس قرار گرفت و انفجار مهیبی ایجاد شد. این وزارتخانه اعلام کرد که این حمله در خیابان امام خمینی اصفهان رخ داده و خسارت وارده به ساختمان‌ها جزئی بوده؛ به گفته این وزارتخانه، سه ریز پرنده سرنگون شده و این حمله ناموفق بوده است. برخی از شهروندان گفتند که صدای سه یا چهار انفجار را شنیده‌اند.
نیویورک تایمز اعلام کرد که به احتمال زیاد پهپادهای مورد استفاده در نزدیکی اصفهان، کوادکوپترهایی با برد پروازی کوتاه بوده و همچنین از آنجایی که اصفهان از مرزهای ایران دور است، این احتمال وجود دارد که پهپادها از داخل ایران پرتاب شده باشند.با انتشار این خبر در شبکه‌های اجتماعی و بازتاب آن در رسانه‌ها محمدرضا جان‌نثاری معاون سیاسی امنیتی استانداری اصفهان در گفت‌وگویی با شبکه خبر سیما علت وقوع این انفجار را حمله‌ای به مرکز نظامی وابسته به وزارت دفاع اعلام کرد و افزود: خوشبختانه این حادثه تلفات جانی نداشته‌است اما خسارات وارده در دست بررسی و علت و عوامل آن در حال شناسایی است. در روز پس از رخداد جزئیات بیشتری از این حادثه منتشر شد که در آن علت انفجار، «حمله ناموفق با استفاده از ریزپرنده» به یکی از مجتمع‌های کارگاهی وزارت دفاع اعلام شد که طبق اطلاعیه با تکیه بر تمهیدات پدافندی، یکی از ریزپرنده‌ها مورد اصابت پدافند هوایی مجتمع و دو فروند دیگر نیز در تله‌های پدافندی گرفتار و منفجر شدند.وزارت دفاع در بخش دیگری از این اطلاعیه با تأکید بر اینکه این تهاجم ناموفق تلفات جانی نداشته‌است، دربارهٔ میزان آسیب واردشده به این مرکز نظامی، اعلام کرده‌است: این حادثه آسیب جزئی به سقف کارگاه وارد کرده که به فضل الهی خللی در تجهیزات و ماموریت‌های مجموعه ایجاد نکرده‌است.

### سایر انفجارها یا آتش‌سوزی‌ها
در همان شب در یک پالایشگاه نفت واقع در تبریز یک آتش‌سوزی رخ داد. وال‌استریت ژورنال رابطهٔ آتش‌سوزی تبریز و حملهٔ اصفهان را نامشخص توصیف کرد. به گزارش ایران اینترنشنال، در همان شب گزارش‌هایی مبنی بر وقوع انفجار و آتش‌سوزی در کرج دریافت شده است. انفجار دیگری نیز در تأسیسات نفتی آذرشهر گزارش شد.
زمین‌لرزه‌ای نیز در حوالی شهر خوی در همان روز رخ داد که منجر به سردرگمی در این مورد شد که آیا اهداف مورد اصابت قرار گرفته‌اند یا تحت تأثیر زلزله قرار منفجر شده‌اند.

## واکنش‌ها
به گفتهٔ مقامات ایالات متحده که نام آن‌ها فاش نشده، و افرادی که با این عملیات آشنا بوده‌اند، این حملات توسط نیروهای اسرائیلی انجام شده است، اما اسرائیل در مورد آن اظهار نظری نکرده است.
جروزالم پست این حمله را «موفقیتی فوق‌العاده» خواند و به نقل از منابع مختلف ناشناس، گفت که ایران آن را کم‌اهمیت جلوه می‌دهد.
وزارت امور خارجهٔ روسیه این حمله را محکوم کرد.
میخائیلو پودولیاک، مشاور رئیس‌جمهور اوکراین در توییتی نوشت: «شبِ انفجاری در ایران – خط تولید پهپاد و موشک، پالایشگاه‌های نفت. اوکراین به شما هشدار داد.» ایران کاردار اوکراین را به دلیل این توییت احضار کرد.